# Pylkönmäki
Pylkönmäki est une ancienne municipalité rurale du centre-ouest de la Finlande, dans la région de Finlande-Centrale.
La commune a fusionné le 1er janvier 2009 avec la Ville de Saarijärvi.

## Présentation
Le territoire de cette ancienne commune est très isolé et connaît une baisse rapide de sa population, après avoir subi un effondrement lié à l'exode rural entre 1963 (2 405 habitants) et 1984 (1 390). Elle perd encore au moins 20 habitants chaque année, et est passée sous le seuil critique des 1 000 en 2005, ce qui menace à court terme sa survie en tant que commune indépendante (en Finlande, les communes ont des pouvoirs et devoirs très importants notamment en ce qui concerne l'aide sociale et la santé).
L'ancienne commune, située à la frontière de l'Ostrobotnie du Sud, est traversée par la moraine et la ligne de partage des eaux de Suomenselkä.
Le village se situe à 95 km de la capitale régionale Jyväskylä, 170 km de Tampere, 210 km de Kuopio et 329 km d'Helsinki.